# 加川良
加川 良（かがわ りょう、本名：小斎 喜弘、1947年11月21日 - 2017年4月5日）は、日本のフォークシンガー、シンガーソングライター。
芸名は、加山雄三の「加」、長谷川一夫の「川」、池部良の「良」を組み合わせたものと言われる。

## 経歴
滋賀県彦根市出身。1970年代、アート音楽出版（URCの版権管理会社）に入社する。高田渡、岩井宏、岡林信康、高石ともやらの影響でフォーク・ソングを唄い始め、1970年の「第2回中津川フォークジャンボリー」では飛び入りで「教訓I」を発表し、一躍人気者に（後に、なぎらけんいち「教訓II」や、三上寛「教訓110番」などパロディー作品も発表された）。1971年6月発売のオリジナル盤『教訓』でURCからデビュー。直後の第3回全日本フォークジャンボリーで、よしだたくろう（吉田拓郎）と共に一躍フォークシーンのトップに躍り出る。
アルバムは以降、「こがらし・えれじい」「偶成」を含む『親愛なるQに捧ぐ』（1972年）、中川イサトとのライヴアルバム『やぁ。』（1973年）をたて続けに発表。また1972年、吉田拓郎の代表作『元気です。』に「加川良の手紙」（作詞・加川良、作曲・吉田拓郎）という曲が収録された。
1974年ベルウッドから名作『アウト・オブ・マインド』を発表。1975年中川イサトの神戸市長田区でのオムニバスライヴ『鼻歌とお月さん』のレコーディングに、いとうたかお・大塚まさじ・金森幸介・シバ・西岡恭蔵・長田タコヤキ和承と参加。その後も石田長生らをバックに従えた『南行きハイウェイ』（1976年）レイジー・ヒップとの『駒沢あたりで』（1978年、オレンジレコード）を発表。
1980年3月3日、NEWSレコードを共同設立。
1990年代『ONE』、『2』を発表。
1996年には藤井裕（b）、有山じゅんじ（g）、高橋ロジャー和久（ds）のトリオ「TE-CHILI（テッチリ）」をバックにグランジなアレンジで歌ったセルフカバー集『R.O.C.K』を発表。
2016年12月14日に入院し、翌15日に急性骨髄性白血病と診断され闘病中とFacebookで公表。
2017年4月5日午前9時39分、東京都港区の病院で死去。69歳没。

## 人物
岡林信康が第一線から退いたのち、吉田拓郎と並んで“どちらがBIGになるのか”といわれた時期があったが、拓郎ほどの一般的名声を得ることはなかった。現在では前述の拓郎の曲「加川良の手紙」で歌われた人物として知られている。拓郎がポップに変わっていくのとは正反対に、ストイックに自らの音楽に忠実に、お金にならない歌を歌い続けたのが理由ともいわれている。
「教訓I」の歌詞は大阪・梅田の地下街で手売りされていたガリ版刷りの文集を参考に作られたという。歌詞の内容は発表から40年以上を経て発生した福島第一原子力発電所事故（2011年）や集団的自衛権の行使問題（2014年）に対してもあてはまると加川は考えており、そのため「歌うたんびに新曲だと思えるんです」とも語っている。

## 出演番組
- MBSチャチャヤング（MBSラジオ）

## ディスコグラフィー

### アルバム
- 教訓(1971年)
- 親愛なるQに捧ぐ(1972年)
- やぁ。(1973年)
- アウト・オブ・マインド(1974年)
- 十月は黄昏の国(1975年) - 「加川良と東京キッドブラザーズ」名義
- 南行きハイウェイ(1976年)
- 駒沢あたりで(1978年) - withレイジー・ヒップ
- 幻のフォークライブ傑作集　加川良ライブ　中津川フォークジャンボリー'71(1978年)
- プロポーズ(1981年)

（2010年10月再発、GREENWOOD、GRCL-6008）
- アーリー加川良(1982年)
- A LIVE(1983年) - 「加川良 with 村上律」名義
- ONE(1991年)
- 2[tu’:](1993年)
- R.O.C.K(1996年) - 「加川良 with TE-CHILI」名義
- USED(2002年) - 「加川良 with すぎの暢」名義
- USED2(2004年) - 「加川良 with すぎの暢」名義
- USED END(2007年) - 「加川良 with すぎの暢」名義
- みらい mirai(2016年)

### オムニバスアルバム
- ’71椛ノ湖全日本フォークジャンボリー実況(1971年) -  加川良、斉藤哲夫、三上寛

### シングル
| 発売日        | レーベル         | 規格  | 規格品番   | 面 | タイトル                 | 作詞           | 作曲         | 編曲 |                         |
| ------------- | ---------------- | ----- | ---------- | -- | ------------------------ | -------------- | ------------ | ---- | ----------------------- |
| 1971年7月20日 | URCレコード      | EP    | URT-0058   | A  | 教訓Ⅰ                    | 上野瞭・加川良 | 加川良       |      |                         |
| 1971年7月20日 | URCレコード      | EP    | URT-0058   | B  | ゼニの効用力について     | 加川良         | 加川良       |      |                         |
| 1972年2月15日 | URCレコード      | EP    | URT-0066   | A  | ポケットの中の明日       | 加川良         | 加川良       |      |                         |
| 1972年2月15日 | URCレコード      | EP    | URT-0066   | B  | その朝                   | 加川良         | アメリカ民謡 |      |                         |
| 1976年        | ブラックレコード | EP    | BC-1011    | A  | 高知                     | 加川良         | 加川良       |      |                         |
| 1976年        | ブラックレコード | EP    | BC-1011    | B  | ジョーのバラッド         | 加川良         | 加川良       |      |                         |
| 1978年7月     | ブラックレコード | EP    | BC-1043    | A  | 女の証し                 | 加川良         | 加川良       |      |                         |
| 1978年7月     | ブラックレコード | EP    | BC-1043    | B  | 君におやすみ             | 加川良         | 加川良       |      |                         |
| 1981年3月     | NEWSレコード     | EP    | 6W-0003    | A  | コスモス                 | 加川良         | 加川良       |      |                         |
| 1981年3月     | NEWSレコード     | EP    | 6W-0003    | B  | 日本海が広がっている     | 加川良         | 加川良       |      |                         |
| 1981年10月    | NEWSレコード     | EP    | 7W-0006    | A  | ゴスペル―嘘でもいいから― |                |              |      | 井上憲一プロデュース    |
| 1981年10月    | NEWSレコード     | EP    | 7W-0006    | B  | 誕生日                   |                |              |      | 井上憲一プロデュース    |
| 1990年11月7日 | ポニーキャニオン | 8cmCD | PCDY-00060 | 1  | 星屑の街                 |                |              |      | 三井ホーム ’90 CMソング |
| 1990年11月7日 | ポニーキャニオン | 8cmCD | PCDY-00060 | 2  | 星屑の街 (NUSA DUA MIX)  |                |              |      |                         |

#### 教訓１
「教訓１」（きょうくんいち）は、加川良が1971年7月20日に発売したシングル。原詩は上野瞭が1967年に発表した「教訓ソノ一」。

### 映像作品
- 『50《ごぉまる》- プライベート/加川良』（1998年/とと） - VTR
- 『60《ろくまる》- 加川良/デビュー』（2008年/TWINS Records） - DVD

### 楽曲提供
- 『TRUE BLUE』沢田研二（1988年）

## その他
- 『驚きももの木20世紀』-ナレーター